# Ralytupa issongo
Ralytupa issongo är en tvåvingeart som först beskrevs av Loïc Matile 1974.  Ralytupa issongo ingår i släktet Ralytupa och familjen platthornsmyggor.
Artens utbredningsområde är Centralafrikanska republiken. Inga underarter finns listade i Catalogue of Life.